# Sizilianisches Vierspringerspiel
|   | a | b | c | d | e | f | g | h |   |
| 8 |   |   |   |   |   |   |   |   | 8 |
| 7 |   |   |   |   |   |   |   |   | 7 |
| 6 |   |   |   |   |   |   |   |   | 6 |
| 5 |   |   |   |   |   |   |   |   | 5 |
| 4 |   |   |   |   |   |   |   |   | 4 |
| 3 |   |   |   |   |   |   |   |   | 3 |
| 2 |   |   |   |   |   |   |   |   | 2 |
| 1 |   |   |   |   |   |   |   |   | 1 |
|   | a | b | c | d | e | f | g | h |   |

Grundstellung der Vierspringervariante nach 5. Sb1–c3 Sb8–c6
Das Sizilianische Vierspringerspiel ist eine Variante der Sizilianischen Verteidigung. Sie ist in den ECO-Codes unter dem Schlüssel B45 klassifiziert und entsteht nach den Zügen
1. e2–e4 c7–c5

2. Sg1–f3 e7–e6

3. d2–d4 cxd4

4. Sf3xd4 Sg8–f6 (Sb8–c6)

5. Sb1–c3 Sb8–c6 (Sg8–f6)
Auch im Sweschnikow-System und dem klassischen System (2. … d7–d6 statt 2. … e7–e6) werden alle Springer sehr früh entwickelt, jedoch trägt genau diese Variante den Namen Vierspringerspiel. Schwarz ist in der Lage seinen Läufer f8 auf ein aktives Feld zu entwickeln, hat aber verglichen mit anderen Sizilianischen Systemen noch nicht a7–a6 gespielt und deshalb das Feld b5 nicht unter Kontrolle. Weiß kann versuchen dies wie im Sweschnikow auszunutzen und 6. Sd4–b5 spielen, was Sb5–d6+ droht. Die Alternative ist die Springer zu tauschen 6. Sd4xc6 bxc6 und mit e4–e5 den Springer auf f6 zu vertreiben.
- 6. Sd4–b5 Schlecht wäre nun der Vorstoß im Zentrum mit 6. … d7–d5 7. exd5 exd5 8. Lc1–f4 und Sb5–c7+ mit Turmgewinn kann nicht mehr verhindert werden.
  - 6. … d7–d6 leitet in die Hauptvariante des Sweschnikow-Systems über. 7. Lc1–f4 e6–e5 8. Lf4–g5 ist eine in der Praxis häufig gewählte Zugfolge.
  - 6. … Lf8–b4 Nun kommt man mit 7. Sb5–d6+?! nicht in Vorteil: 7. … Ke8–e7 8. Sd6xc8 Ta8xc8 9. Lc1–d2 d7–d5 und Schwarz hat großen Entwicklungsvorsprung.
    - 7. Lc1–f4!? Sf6xe4 8. Dd1–f3 d7–d5 9. 0–0–0 Lxc3 10. Sb5–d6+ Ke8–f8 11. bxc3 opfert einen Bauern. Das Spiel ist sehr scharf und Schwarz muss aufpassen keine Fehler zu machen.
    - 7. a2–a3 Lb4xc3 (Den Läufer mit nach a5 zurückzuziehen wäre ungünstig. 7. … Lb4–a5 8. Sb5–d6+ und Weiß hat Vorteil, da sich der Springer auf d6 behaupten kann) 8. Sb5xc3 d7–d5 Ein Gegenschlag im Zentrum 9. exd5 exd5 10. Lf1–d3 0–0 11. 0–0 Schwarz hat Raumvorteil und freies Figurenspiel. Weiß dagegen, hat mit dem isolierten Bauern auf d5 ein einfaches Angriffsziel, selbst eine gesunde Bauernstruktur und das Läuferpaar.
- 6. Sd4xc6 bxc6 7. e4–e5 greift den Springer f6 an. 7. … Sf6–d5 8. Sc3–e4 plant den Springer auf d5 erneut zu vertreiben mit c2–c4. 8. Sc3xd5 würde nach cxd5 nur das schwarze Zentrum stärken. 8. … Dd8–c7 greift den Bauern auf e5 an, um 9. f2–f4 zu erzwingen. Das schwächt die Diagonale g1–a7, in der sich Schwarz sofort mit 9. … Dc7–b6 niederlässt.